# Юлиус I фон Хардег
Юлиус I фон Хардег (на немски: Julius I (II), Graf von Hardegg-Glatz; * ок. 1500; † 1557 или 29 януари 1559) е граф от род Хардег в Глац и в Махланде в Долна Австрия.

## Произход
Той е син на граф Хайнрих I фон Хардег († 1513) и съпругата му Елизабет фон Розенберг (* 1466), дъщеря на Йохан II фон Розенберг (1428 – 1472) и Анна Глоговска (1428 – 1483). Брат е на граф Йохан Прюшенк фон Хардег-Глац-Махланде († 1535), женен пр. 26 май 1503 г. за графиня Елизабет фон Шаунберг († 1512). Внук е на Стефен фон Прушенк, господар на Щетенберг († 1480) и Маргарета фон Райхенек.
Баща му помага на императорите Фридрих III и на Максимилиан I. Той е имперски съветник, става имперски губернатор на Италия и командир на имперски регимент, получава през 1493 г. графството и замък Хардег и от 1495 г. има титлата граф на Хардег и от 1499 г. имперски граф на Хардег в Глац и в Махланде.

## Фамилия
Юлиус I фон Хардег се жени на 26 май 1530 г. за графиня Гертруда фон Еберщайн (* 1512; † 1551), дъщеря на граф Бернхард III фон Еберщайн (1459 – 1526) и Кунигунда фон Валдбург-Зоненберг (1482 – 1538), дъщеря на граф Еберхард II фон Валдбург-Зоненберг († 1483) и графиня Анна фон Фюрстенберг († 1522). Те имат петима сина:
- Бернхард фон Хардег (* ок. 1535; † 23 август 1584, Прага), граф на Хардег в Глац и в Махланде, женен на 1 февруари 1568 г. за Анна Сузанна фон Лихтенщайн (* 22 май 1549; † 1596); имат две дъщери
- Хайнрих II фон Хардег († 13 април 1577), граф на Хардег-Глац, женен 1561 г. в Прага за графиня Анна Мария фон Турн-Валзасина († 13 август 1597); родители на четири дъщери и син:
  - Георг Фридрих фон Хардег-Глац (* 1568; † 6 септември 1628, Виена), женен на 1 септември или ноември 1592 г. в Грац за фрайин Сидония фон Херберщайн (* 1574; † 26 юли 1608)
- Улрих фон Хардег († 1604, граф на Хардег-Глац
- Зигизмунд II фон Хардег (1539 – 1599), граф на Хардег, женен I. на 13 февруари 1565 г. за графиня Ева фон Кастел (* 12 април 1546; † 23 април 1570), II. 1571 г. за графиня Магдалена фон Вид († 13 октомври 1606); имат две дъщери и един син
- Юлиус фон Хардег (1547 – 1593)